# Triigi laht
Triigi laht är en vik på ön Ösel i Estland. Den ligger i Leisi kommun i landskapet Saaremaa (Ösel), 150 km sydväst om huvudstaden Tallinn. Den ligger utmed Ösels norra kust och är en del av havsområdet Moonsund. Triigi laht avgränsas av uddarna Triigi nina i väster och Tinuri nina i öster. Vid dess strand ligger färjeläget Triigi varifrån färjorna till Dagö utgår. Ån Võlupe jõgi mynnar i bukten.